# Adolf Brodsky
Adolf Brodsky, nascut Adolf Davídovitx Brodski, rus: Адо́льф Дави́дович Бро́дский (Taganrog, Mar d'Azov, 2 d'abril de 1851 - Manchester, Regne Unit, 21 de gener de 1929) fou un professor de violí i música britànic d'origen rus.
Un dels pocs que en el seu temps s'atreviren a interpretar el Concert per a violí de Brahms. Donà concerts arreu d'Europa i Estats Units. Va fundar i dirigí el "Brodsky Quartet". El 1882 fou nomenat professor del Conservatori de Leipzig on tingué alumnes com Heinrich Klingenfeld i el suís Alberto Abraham Bachmann, o, l'alemany Adolf Hubert.